# Лягушка-малютка
Лягушка-малютка (лат. Microbatrachella capensis) — вид бесхвостых земноводных семейства Pyxicephalidae. Единственный представитель рода лягушек-малюток (Microbatrachella).

## Распространение
Являются эндемиками Капской провинции ЮАР: обитают в прибрежных низинах от Кейптауна на восток до мыса Игольный, что отображено в названии вида.

## Описание
Это очень маленькая лягушка с округлой мордой и гладкой кожей. При длине около 18 мм являются одними из самых маленьких африканских амфибий. Спина обычно имеет переменный зеленый, коричневый и/или серый цвет, как правило, чередующийся с более темным оттенком и пятнами. Часто присутствует тонкая полоса вдоль позвоночника, иногда окруженная широкими боковыми полосками. Брюшная поверхность гладкая, белого цвета с мелкими чёрными точками. Голова широкая, между глазами есть темная полоса. Зрачок горизонтальный, эллиптический. Барабанные перепонки скрыты. Пальцы частично перепончатые, первый палец немного короче второго.
Горловые мешки самцов занимают почти половину брюшной поверхности и раздуваются почти до размера тела во время пения. Трель представляет собой серию невысоких звуков, похожих на скрип, испускаемых со скоростью около одной секунды. Поют в любое время суток, но более активно ночью.

## Образ жизни
Данный вид имеет специальные требования к местообитанию и чувствителен к угрозам в городских и сельскохозяйственных районах, а также к инвазивным растениям и животным. Ареал ограничен определенными водно-болотными угодьями в низинных прибрежных районах финбоша, которые включают пруды, котловины, болота и прибрежные озерки, заполненные темно-окрашенными, гуминовыми, обычно кислыми водами (рН 4,0-7,0). Большинство угодий являются сезонными, и к концу лета большинство гнездовых участков пересыхает, после чего лягушка закапывается в ил и засыпает до начала сезона дождей.

## Размножение
Брачный сезон начинается с приходом сезона дождей, обычно с июля по сентябрь. После оплодотворения самка откладывает около 20 небольших, пигментированных, яйц, прикрепляя их к подводной растительности. Развитие личинок происходит медленно. Головастики имеют короткий хвостовой плавник. Метаморфоз происходит в декабре.